# Нижнеудинский район
Нижнеу́динский райо́н — административно-территориальное образование (район) и муниципальное образование (муниципальный район) в Иркутской области России.
Административный центр — город Нижнеудинск.

## География
Площадь района — около 50 тыс. км². Расположен на западе Иркутской области и граничит на западе с Красноярским краем, на юго-востоке — с республикой Бурятия, на юге — с республикой Тыва. На севере район граничит с Тайшетским и Чунским, на северо-востоке — с Братским, на востоке — с Тулунским районами Иркутской области.

### Климат
Климат района резко континентальный. Температура воздуха: минимальная в январе — −50°С, максимальная в июле — +39°С. Продолжительность безморозного периода — 115—120 дней. Количество осадков от 220 до 400 мм в год и зависит от абсолютной высоты. Максимум осадков наблюдается в июле. Высота снежного покрова в долинах изменяется от 25 см до 40 см.

## История
15 августа 1924 года была образована Нижнеудинская районная волость из бывших волостей Уковской, Алзамайской, Катарбейской, части Шебертинской и города Нижнеудинска. 19 июня 1929 года Нижнеудинский район после упразднения Тулунского округа был передан в Канский округ Сибирского края. 30 июля 1930 года район был передан в прямое подчинение Восточно-Сибирского края. 5 декабря 1936 года вошёл в состав Восточно-Сибирской области. 26 сентября 1937 года после разделения области становится частью Иркутской области.
В 1945 году часть территорий была передана вновь образованному Икейскому району.
17 апреля 1959 года к Нижнеудинскому району была присоединена часть территории упразднённого Алзамайского района. Указом Президиума Верховного Совета РСФСР от 1 февраля 1963 года Нижнеудинский район был упразднён. 21 ноября 1964 года район был восстановлен.

## Население
| 2002    | 2009    | 2010    | 2011    | 2012    | 2013    |
| ------- | ------- | ------- | ------- | ------- | ------- |
| 31 122  | ↘30 553 | ↗69 423 | ↘69 197 | ↘68 290 | ↘67 193 |
| 2014    | 2015    | 2016    | 2017    | 2021    |         |
| ↘66 179 | ↘64 991 | ↘64 475 | ↘63 918 | ↘53 238 |         |

### Урбанизация
Городское население (города Алзамай и Нижнеудинск, посёлки городского типа Атагай, Ук и Шумский) составляет  74,14 % от всего населения района.

## Муниципально-территориальное устройство
В муниципальный район входят 23 муниципальных образования, в том числе 5 городских поселений и 18 сельских поселений:
| №        | Муниципальное образование | Административный центр  | Количество населённых пунктов | Население (чел.) | Площадь (км²) |
| -------- | ------------------------- | ----------------------- | ----------------------------- | ---------------- | ------------- |
| 1e-06    | Городские поселения       |                         |                               |                  |               |
| 1        | Алзамайское               | город Алзамай           | 1                             | ↘5373            | 50,33         |
| 2        | Атагайское                | рабочий посёлок Атагай  | 9                             | ↘1699            | 3420,07       |
| 3        | Нижнеудинское             | город Нижнеудинск       | 1                             | ↘29 995          | 75,00         |
| 4        | Уковское                  | рабочий посёлок Ук      | 4                             | ↘1833            | 1235,02       |
| 5        | Шумское                   | рабочий посёлок Шумский | 1                             | ↘1451            | 237,74        |
| 5.000002 | Сельские поселения        |                         |                               |                  |               |
| 6        | Верхнегутарское           | село Верхняя Гутара     | 1                             | ↘314             | 11531,39      |
| 7        | Замзорское                | посёлок Замзор          | 6                             | ↘1403            | 1257,88       |
| 8        | Заречное                  | деревня Заречье         | 1                             | ↘324             | 379,00        |
| 9        | Иргейское                 | село Иргей              | 3                             | ↘427             | 176,89        |
| 10       | Каменское                 | село Каменка            | 5                             | ↘1134            | 3486,12       |
| 11       | Катарбейское              | село Катарбей           | 6                             | ↘781             | 840,01        |
| 12       | Катарминское              | село Катарма            | 4                             | ↘146             | 852,83        |
| 13       | Костинское                | посёлок Костино         | 1                             | ↘962             | 422,66        |
| 14       | Нерхинское                | деревня Нерха           | 1                             | ↘232             | 4016,73       |
| 15       | Порогское                 | село Порог              | 4                             | ↘669             | 2970,42       |
| 16       | Солонецкое                | село Солонцы            | 3                             | ↘478             | 343,25        |
| 17       | Староалзамайское          | село Старый Алзамай     | 4                             | ↘413             | 889,49        |
| 18       | Тофаларское               | село Алыгджер           | 1                             | ↘526             | 12260,84      |
| 19       | Усть-Рубахинское          | село Мельница           | 10                            | ↘3796            | 724,62        |
| 20       | Худоеланское              | село Худоеланское       | 6                             | ↘2201            | 1147,99       |
| 21       | Чеховское                 | село Чехово             | 5                             | ↘365             | 2163,73       |
| 22       | Шебертинское              | село Шеберта            | 6                             | ↘1757            | 504,99        |
| 23       | Широковское               | село Широково           | 5                             | ↘607             | 982,06        |

## Населённые пункты
В Нижнеудинском районе 87 населённых пунктов, в том числе 5 городских (среди которых 2 города и 3 рабочих посёлка), а также 83 сельских населённых пункта.
| №  | Населённый пункт    | Тип              | Население | Муниципальное образование                  |
| -- | ------------------- | ---------------- | --------- | ------------------------------------------ |
| 1  | Абалаково           | село             | ↘109      | Усть-Рубахинское муниципальное образование |
| 2  | Алгашет             | посёлок          | →34       | Замзорское муниципальное образование       |
| 3  | Алзамай             | город            | ↘5373     | Алзамайское муниципальное образование      |
| 4  | Алыгджер            | село             | ↘391      | Тофаларское муниципальное образование      |
| 5  | Атагай              | рабочий посёлок  | ↘1336     | Атагайское муниципальное образование       |
| 6  | Большеверстовск     | деревня          | ↗120      | Шебертинское муниципальное образование     |
| 7  | Боровинок           | село             | ↘88       | Широковское муниципальное образование      |
| 8  | Бородинск           | деревня          | ↘78       | Катарбейское муниципальное образование     |
| 9  | Буракова            | посёлок          | ↘53       | Староалзамайское муниципальное образование |
| 10 | Варяг               | участок          | ↗2        | Шебертинское муниципальное образование     |
| 11 | Верхний Хингуй      | деревня          | →67       | Худоеланское муниципальное образование     |
| 12 | Верхняя Гутара      | село             | ↘314      | Верхнегутарское муниципальное образование  |
| 13 | Вершина             | посёлок          | ↘542      | Шебертинское муниципальное образование     |
| 14 | Виленск             | деревня          | ↗73       | Иргейское муниципальное образование        |
| 15 | Водопадный          | посёлок          | ↗205      | Уковское муниципальное образование         |
| 16 | Вознесенский        | посёлок          | ↘637      | Усть-Рубахинское муниципальное образование |
| 17 | Волчий Брод         | деревня          | ↘25       | Чеховское муниципальное образование        |
| 18 | Гродинск            | деревня          | ↘31       | Катарминское муниципальное образование     |
| 19 | Даур                | село             | ↘340      | Шебертинское муниципальное образование     |
| 20 | Загорье             | участок          | ↗69       | Замзорское муниципальное образование       |
| 21 | Замзор              | посёлок          | ↘1089     | Замзорское муниципальное образование       |
| 22 | Заречье             | деревня          | ↘324      | Заречное муниципальное образование         |
| 23 | Зенцова             | деревня          | ↘162      | Широковское муниципальное образование      |
| 24 | Иргей               | село             | ↗283      | Иргейское муниципальное образование        |
| 25 | Кадуй               | деревня          | ↗103      | Худоеланское муниципальное образование     |
| 26 | Кадуй               | посёлок ж.д. ст. | →33       | Худоеланское муниципальное образование     |
| 27 | Казачья Бадарановка | деревня          | ↘37       | Атагайское муниципальное образование       |
| 28 | Каксат              | деревня          | ↘79       | Атагайское муниципальное образование       |
| 29 | Каменка             | село             | →252      | Каменское муниципальное образование        |
| 30 | Камышет             | посёлок          | ↘579      | Уковское муниципальное образование         |
| 31 | Катарбей            | село             | ↘452      | Катарбейское муниципальное образование     |
| 32 | Катарма             | село             | ↘36       | Катарминское муниципальное образование     |
| 33 | Катын               | деревня          | ↗51       | Чеховское муниципальное образование        |
| 34 | Кирей-Муксут        | посёлок          | ↘39       | Порогское муниципальное образование        |
| 35 | Косой Брод          | участок          | →12       | Замзорское муниципальное образование       |
| 36 | Костино             | посёлок          | ↘962      | Костинское муниципальное образование       |
| 37 | Красная Кавалерия   | деревня          | ↘29       | Староалзамайское муниципальное образование |
| 38 | Кургатей            | деревня          | ↗108      | Чеховское муниципальное образование        |
| 39 | Куряты              | участок          | ↗533      | Каменское муниципальное образование        |
| 40 | Кушун               | деревня          | ↘128      | Солонецкое муниципальное образование       |
| 41 | Лесной              | посёлок          | ↘123      | Атагайское муниципальное образование       |
| 42 | Майский             | посёлок          | ↗162      | Усть-Рубахинское муниципальное образование |
| 43 | Мара                | деревня          | ↘182      | Каменское муниципальное образование        |
| 44 | Марга               | деревня          | ↗102      | Иргейское муниципальное образование        |
| 45 | Мельница            | село             | ↗1420     | Усть-Рубахинское муниципальное образование |
| 46 | Миллерова           | деревня          | ↘33       | Катарбейское муниципальное образование     |
| 47 | Муксут              | деревня          | →76       | Усть-Рубахинское муниципальное образование |
| 48 | Мунтубулук          | деревня          | →36       | Чеховское муниципальное образование        |
| 49 | Нерха               | деревня          | ↘232      | Нерхинское муниципальное образование       |
| 50 | Нижнеудинск         | город            | ↘29 995   | Нижнеудинское муниципальное образование    |
| 51 | Новогродинск        | участок          | ↘47       | Катарминское муниципальное образование     |
| 52 | Новое Село          | деревня          | ↗163      | Каменское муниципальное образование        |
| 53 | Новокиевск          | посёлок          | ↘110      | Староалзамайское муниципальное образование |
| 54 | Октябрьский         | участок          | ↗210      | Атагайское муниципальное образование       |
| 55 | Орик                | деревня          | ↗201      | Катарбейское муниципальное образование     |
| 56 | Первомайский        | посёлок          | ↘328      | Замзорское муниципальное образование       |
| 57 | Подгорный           | посёлок          | ↗321      | Усть-Рубахинское муниципальное образование |
| 58 | Порог               | село             | ↘523      | Порогское муниципальное образование        |
| 59 | Привольное          | деревня          | ↗151      | Порогское муниципальное образование        |
| 60 | Пушкинский          | участок          | ↘41       | Порогское муниципальное образование        |
| 61 | Рубахина            | деревня          | ↘426      | Усть-Рубахинское муниципальное образование |
| 62 | Солонцы             | село             | ↘310      | Солонецкое муниципальное образование       |
| 63 | Старый Алзамай      | село             | ↘261      | Староалзамайское муниципальное образование |
| 64 | Старый Замзор       | деревня          | →0        | Замзорское муниципальное образование       |
| 65 | Таёжный             | участок          | ↘69       | Катарминское муниципальное образование     |
| 66 | Талый Ключ          | деревня          | ↗100      | Худоеланское муниципальное образование     |
| 67 | Тони                | деревня          | ↘80       | Широковское муниципальное образование      |
| 68 | Уват                | деревня          | ↘109      | Усть-Рубахинское муниципальное образование |
| 69 | Ук                  | рабочий посёлок  | ↘1314     | Уковское муниципальное образование         |
| 70 | Укар                | деревня          | →170      | Атагайское муниципальное образование       |
| 71 | Ук-Бадарановка      | деревня          | →76       | Атагайское муниципальное образование       |
| 72 | Унгудул             | деревня          | →60       | Катарбейское муниципальное образование     |
| 73 | Усть-Кадуй          | посёлок          | ↘104      | Атагайское муниципальное образование       |
| 74 | Ут                  | деревня          | ↘3        | Катарбейское муниципальное образование     |
| 75 | Хингуй              | посёлок ж.д. ст. | →228      | Худоеланское муниципальное образование     |
| 76 | Худоеланское        | село             | ↘1852     | Худоеланское муниципальное образование     |
| 77 | Чалоты              | деревня          | ↘99       | Солонецкое муниципальное образование       |
| 78 | Черемшанка          | посёлок          | ↘69       | Широковское муниципальное образование      |
| 79 | Чехово              | село             | ↘190      | Чеховское муниципальное образование        |
| 80 | Швайкина            | деревня          | ↘150      | Усть-Рубахинское муниципальное образование |
| 81 | Шеберта             | посёлок ж.д. ст. | ↗344      | Шебертинское муниципальное образование     |
| 82 | Шеберта             | село             | ↘605      | Шебертинское муниципальное образование     |
| 83 | Шипицина            | деревня          | ↗129      | Атагайское муниципальное образование       |
| 84 | Широково            | село             | ↘258      | Широковское муниципальное образование      |
| 85 | Шум                 | деревня          | ↘214      | Усть-Рубахинское муниципальное образование |
| 86 | Шумский             | рабочий посёлок  | ↘1451     | Шумское муниципальное образование          |
| 87 | Яга                 | участок          | →4        | Каменское муниципальное образование        |

## Упразднённые населенные пункты
- участок Игнит (2023[18])

## Экономика
Ведущими отраслями хозяйства района являются: лесозаготовительная и сельскохозяйственная.
Лесозаготовительная промышленность представлена четырьмя лесхозами (Алзамайский, Нижнеудинский, Костинский и Сельский лесхозы), девятью частными предприятиями (ООО «Тайга», ООО «Альянс», ООО «ЛПФ», ЗАО «Юникс», ООО «Еланский ЛПХ», ООО «Черемшанка», ООО «Вершиналес», ООО «Лексус», ЗАО «Восточносибирская лесная компания») и сорока пятью частными предпринимателями без образования юридического лица.

## Социальная сфера
В районе 69 школ, из них: средних школ — 17, основных школ — 15, начальных — 37 школ. 18 детских дошкольных учреждений.
Имеется 74 учреждения здравоохранения: 7 участковых больниц и 67 амбулаторий и фельдшерско-акушерских пунктов.